# دارایی مشترک
دارایی مشترک (انگلیسی: Commonwealth) عنوان کتابی است از آن پچت نویسندهٔ آمریکایی که در سال ۲۰۱۶ توسط انتشارات هارپر منتشر گردید. داستان با بوسه‌ای ممنوعه آغاز و به رابطه‌ای ختم می‌گردد که دو ازدواج را از میان بر می‌دارد و حاصل آن ایجاد خانواده‌ای از روی اکراه است. خط اصلی داستان دارای بازه‌ای زمانی مشتمل بر ۵ دهه است. این کتاب در ایران با عنوان به ویرجینیا بیا نیز چاپ شده است